# Hildegard Maria Nickel

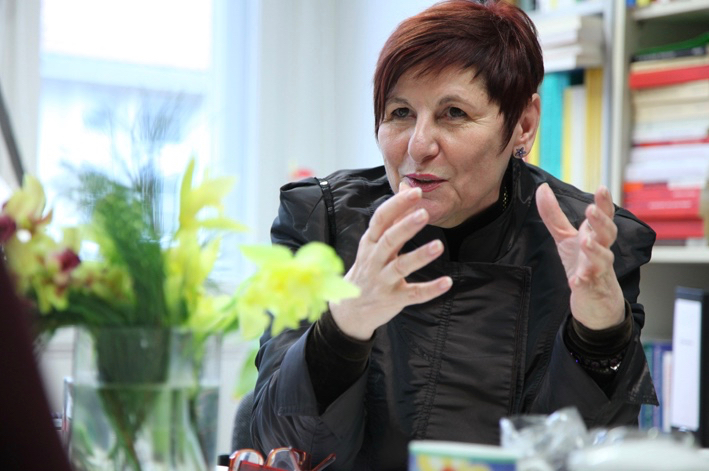
Hildegard-Maria Nickel (2011)

Hildegard Maria Nickel (* 17. September 1948 in Berlin) ist eine deutsche Soziologin und Hochschullehrerin. Sie begründete im Jahr 1989 das Zentrum für interdisziplinäre Frauenforschung an der Humboldt-Universität zu Berlin mit. Von 1992 bis 2015 hatte sie dort den Lehrstuhl für Soziologie von Familie, Jugend und Geschlechterverhältnissen am Institut für Sozialwissenschaften inne. Im Jahr 2002 war sie während der Amtszeit Gregor Gysis parteilose Staatssekretärin für Wirtschaft, Arbeit und Frauen beim Berliner Senat.

## Karriere
Hildegard Nickel studierte 1968 bis 1972 Kulturwissenschaften an der Humboldt-Universität zu Berlin und erhielt dort 1973 ihr Diplom. Sie war im Anschluss, von 1972 bis 1976, dort Forschungsstudentin im Fach Soziologie und zugleich als Vortragende tätig. 1977 promovierte sie zum Dr. phil. Sodann arbeitete sie zehn Jahre als Wissenschaftliche Mitarbeiterin in der Abteilung Soziologie des Bildungswesens an der Akademie der Pädagogischen Wissenschaften der DDR, erhielt 1985 die Lehrbefähigung (Facultas docendi) für das Lehrgebiet Bildungssoziologie und promovierte 1986 zum Dr. sc. phil. Im Jahr 1989 war sie Mitbegründerin des Zentrums für interdisziplinäre Frauenforschung (heute: Zentrum für transdisziplinäre Geschlechterstudien) an der Humboldt-Universität.
Sie wurde 1987 Wissenschaftliche Mitarbeiterin am Institut für Soziologie an der Humboldt-Universität zu Berlin und übte dort 1990 bis 1993 das Amt der Dekanin des Fachbereiches Sozialwissenschaften aus. 1992 wurde sie als Professorin an das neu gegründete Institut für Sozialwissenschaften für das Lehrgebiet Soziologie von Familie, Jugend und Geschlechterverhältnissen berufen, heute: Soziologie der Arbeit und Geschlechterverhältnisse. 2015 wurde Nickel emeritiert. Ihre Professur übernahm Christine Wimbauer.
Sie hatte zahlreiche Gastprofessuren im Ausland: an der University of Toronto in Kanada (1995), an der Indiana University in den USA (1996), an der Duke University in den USA (1997), in Seoul, Korea (1999), an der University of Wolverhampton in England (2001), und sie war Gast an den Goethe-Instituten in Karachi und in Pakistan (2007) sowie in Usbekistan (2008).
Von Februar bis August 2002, während der Amtszeit von Gregor Gysi als Senator, war Nickel parteilose Staatssekretärin für Wirtschaft, Arbeit und Frauen beim Berliner Senat. Mit dem Rücktritt Gysis legte sie ebenfalls ihr Amt nieder.

## Forschungsschwerpunkte
Nickels Arbeitsschwerpunkte sind Soziologie der Arbeit, Soziologie der Dienstleistungsgesellschaft und Soziologie der Geschlechterverhältnisse.
Vor dem Hintergrund des grundlegenden Wandels in der Arbeitswelt für Angehörige der Neuen Bundesländer fokussierte sie Anfang der 1990er Jahre zunächst auf gesellschaftliche Transformationsprozesse im Bereich der Arbeitssoziologie mit einem Augenmerk darauf, wie diese Prozesse die Rolle der Frauen aus Ostdeutschland in besonderem Maße betrafen. Die westdeutsche Arbeitsmarkt- und Sozialpolitik war zu dieser Zeit stark durch das männliche Ernährermodell geprägt, während ostdeutsche Frauen zum Großteil voll erwerbstätig waren und diese Unabhängigkeit schätzten.

## Ehrungen und Auszeichnungen
Nickel war 1994 die erste Empfängerin des Helge-Pross-Preises für herausragende Leistungen auf dem Gebiet der Familien- und Geschlechterforschung.

## Ämter
Hildegard Nickel hielt im Laufe ihrer Karriere folgende Ämter inne:
- 1990–2011 Mitherausgeberin des Berliner Journals für Soziologie
- 1993–2002 Direktorin des Zentrums für Interdisziplinäre Frauenforschung an der Humboldt-Universität
- 1996–2000 Mitglied des Rates der Deutschen Gesellschaft für Soziologie
- 1996–2003 Referentin für empirische Sozialforschung und Mitglied des Review-Boards der Deutschen Forschungsgemeinschaft
- 1999–2002 Sprecherin der Section of Women’s Studies der Deutschen Gesellschaft für Soziologie
- 2000–2011 Sprecherin der AFG (Arbeitsgemeinschaft Frauen- und Geschlechterforschung Berliner Hochschulen)
- 2001–2005 Mitglied des Aufsichtsrates des Feministischen Instituts der Heinrich-Böll-Stiftung
- 2002 (Februar bis August) Staatssekretärin für Wirtschaft, Arbeit und Frauen beim Berliner Senat
- 2002–2010 Stellvertretende Sprecherin des Zentrums für transdisziplinäre Geschlechterstudien der Humboldt-Universität zu Berlin
- 2003–2004 Direktorin des Instituts für Sozialwissenschaften der Humboldt-Universität zu Berlin
- 2004–2006 Mitglied des Senats der Deutschen Forschungsgemeinschaft

## Publikationen

### Monographien
- mit Gisela Helwig: Frauen in Deutschland 1945–1992. Bundeszentrale für Politische Bildung, Bonn 1993, ISBN 978-3-763218-11-0.
- mit Michael Schumann, Sebastian Herkommer: Arbeitspolitik, Klassentheorie, Geschlechterverhältnisse. VSA-Verlag, Hamburg 2001, ISBN 978-3-879759-61-3.
- mit Hasko Hüning, Michael Frey: Subjektivierung, Verunsicherung, Eigensinn: Auf der Suche nach Gestaltungspotenzialen für eine neue Arbeits- und Geschlechterpolitik. Edition Sigma, Berlin 2008, ISBN 978-3-836086-86-8.
- mit Andreas Heilmann, Hasko Hüning, Max Lill: Geschlechterpolitik in Krisenzeiten: Eine Fallstudie im Bankensektor. Edition Sigma, Berlin 2014, ISBN 978-3-836087-69-8.
- mit Hasko Hüning, Michael Frey, Max Lill: Reproduktion. Partizipation. Sozialbeziehungen. Fach- und Führungskräfte in der betrieblichen Transformation. Reihe: Arbeitsgesellschaft im Wandel, hrsg. v. Brigitte Aulenbacher, Birgit Riegraf. Beltz Juventa, Weinheim und Basel 2021, ISBN 978-3-779930-56-3.

### Herausgeberschaften
- mit Jürgen Kühl, Sabine Schenk (Hrsg.): Erwerbsarbeit und Beschäftigung im Umbruch. KSPW:Transformationsprozesse. Schriftenreihe der Kommission für die Erforschung des Sozialen und Politischen in den neuen Bundesländern. Bd. 2. 2. durchgesehene Aufl. Verlag Leske + Budrich, Opladen 1996, ISBN 978-3-810015-78-5.
- mit Susanne Völker, Hasko Hüning (Hrsg.): Transformation – Unternehmensreorganisation – Geschlechterforschung. Reihe: Geschlecht und Gesellschaft, Band 22. Leske + Budrich, Opladen 1999, ISBN 978-3-810023-99-5.
- mit Eva Kolinsky: Reinventing Gender: Women in Eastern Germany Since Unification. Frank Cass Publishers, London 2003, ISBN 978-0-714683-11-9.
- mit Karin Lohr (Hrsg.): Subjektivierung von Arbeit – Riskante Chancen. Reihe: Forum Frauenforschung, Band 18. Westfälisches Dampfboot, Münster 2005, 2. Auflage 2009, ISBN 978-3-896912-18-3.
- mit Andreas Heilmann (Hrsg.): Krise, Kritik, Allianzen: Arbeits- und geschlechtersoziologische Perspektiven. Reihe: Arbeitsgesellschaft im Wandel, hrsg. v. Brigitte Aulenbacher, Birgit Riegraf. Beltz Juventa, Weinheim und Basel 2013, ISBN 978-3-779930-41-9.